# الحياة على المريخ (مسلسل بريطاني)
الحياة على المريخ (بالإنجليزية: Life on Mars)‏ هو مسلسل بريطاني عرض على قناة بي بي سي الأولى في الفترة من 9 يناير 2006 حتى 10 أبريل 2007. المسلسل من بطولة جون سيم، فيليب غلنيستر، ليز وايت، دين اندروز ومارشال لانكستر.

## روابط خارجية
الحياة على المريخ (مسلسل بريطاني) على موقع IMDb (الإنجليزية)
- الحياة على المريخ (مسلسل بريطاني) على موقع ميتاكريتيك (الإنجليزية)
- الحياة على المريخ (مسلسل بريطاني) على موقع روتن توميتوز (الإنجليزية)
- الحياة على المريخ (مسلسل بريطاني) على موقع كينوبويسك (الروسية)
- الحياة على المريخ (مسلسل بريطاني) على موقع ألو سيني (الفرنسية)
- الحياة على المريخ (مسلسل بريطاني) على موقع قاعدة بيانات الفيلم (الإنجليزية)